# L’Arbresle
 L’Arbresle  [laʁbʁɛl] ist eine französische Gemeinde mit 6469 Einwohnern (Stand 1. Januar 2022) im Département Rhône in der Region Auvergne-Rhône-Alpes. Sie gehört zum Arrondissement Villefranche-sur-Saône und zum Kanton L’Arbresle.
L’Arbresle liegt 23 Kilometer nordwestlich von Lyon am Zusammenfluss von Brévenne und Turdine zwischen den Monts du Lyonnais und dem Beaujolais.

## Bevölkerungsentwicklung
| Jahr                       | 1962 | 1968 | 1975 | 1982 | 1990 | 1999 | 2010 |
| Einwohner                  | 3818 | 3966 | 4038 | 4784 | 5199 | 5777 | 6036 |
| Quellen: Cassini und INSEE |      |      |      |      |      |      |      |

## Verkehr

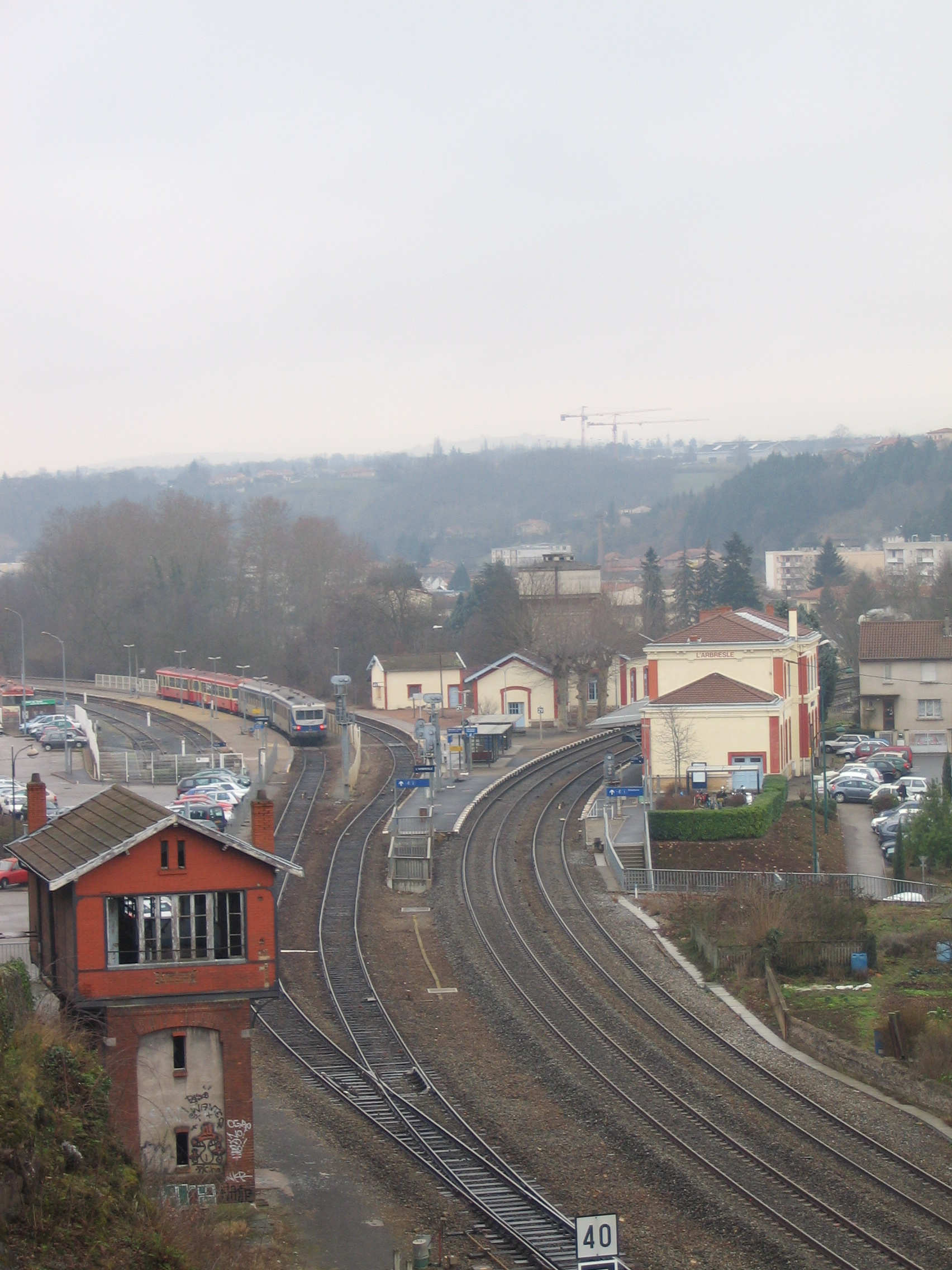
Trennungsbahnhof L’Arbresle (2011)

In L’Arbresle treffen sich die Bahnstrecken Lyon-Saint-Paul–Montbrison und Le Coteau–Saint-Germain-au-Mont-d’Or.
Durch den Ort führen die Nationalstraßen N 7 und N 89.

## Sehenswürdigkeiten
- Musée du Vieux L’Arbresle in einem Haus aus dem 16. Jahrhundert

## Persönlichkeiten
- Philippe de Crèvecœur (um 1418–1494) starb in L’Arbresle
- Barthélemy Thimonnier (1793–1857), Erfinder, geboren in L’Arbresle
- Antonin Dubost (1844–1921), Politiker, Justizminister,  Präsident des Senats 1906–1920, geboren in L’Arbresle
- Claude Terrasse (1867–1923), Operettenkomponist, geboren in L’Arbresles
- Jean-Michel Aulas (* 1949), Generaldirektor der Cegid, Präsident von Olympique Lyon, geboren in L’Arbresle
- Remi Ferriere (* 1951), Informatiker, geboren in L’Arbresle
- Éric Escoffier (1960–1998), Alpinist, geboren in L’Arbresle
- Rémi Garde (* 1966), Fußballspieler und -trainer, geboren in L’Arbresle
- Cédric O (* 1982), französischer Politiker, geboren in L‘Arbresle
- Blaise Sonnery (* 1985), Radrennfahrer, geboren in L‘Arbresle